# 塚原重義
塚原 重義（つかはら しげよし、1981年 - ）は日本のフリーのアニメーション監督、アニメーター。「弥栄堂」を主宰し、オリジナル作品を発表するかたわら、ステージデザイン協力などを手掛ける。

## 来歴
1981年（昭和56年）東京生まれ。学生時からアニメーションの自主制作を始め、会社勤務等を経てフリーとなる。作品はレトロフューチャーの世界観で一貫しており、メカやその世界観が好評を博している。
2001年（平成13年）8月にWebサイト「弥栄堂」を開設。2003年（平成15年）よりフラッシュアニメーションを制作、公開し始める。オリジナルのビジュアルイメージを持った作風が2ちゃんねるのFLASH板で話題を呼び、2004年（平成16年）末の第3回紅白FLASH合戦にて大トリを務めた「ウシガエル」で注目を集めた。
2008年（平成20年）、塚原重義とすなふえを中心とした映像クリエイター支援組織、株式会社弥栄堂フヰルム（2010年に勝鬨スタジオへ社名変更）を設立。取締役に就任し、テレビアニメーションの監督・監修を務めた。
2013年以降、Adobe FlashのみならずAfter Effects等を用いて、オリジナル作品やSEKAI NO OWARIのライブ演出アニメ、ステージデザイン協力などを手掛けている。
2018年（平成30年）に初の長編アニメーション「クラユカバ」の制作を発表、同年12月にパイロットフィルムのクラウドファンディングがおこなわれた。2020年（令和2年）にパイロット版が完成。同年5月に本編序章の制作が発表された。「序章」は翌2021年（令和3年）8月にシネ・リーブル池袋で公開され、同時に企画をツインエンジンが、アニメーション制作を同社グループのパンケーキが担当して映画全編の制作が決定したことが発表された。完成した作品は2023年（令和5年）にワールドプレミアとなった第27回ファンタジア国際映画祭で長編アニメーション部門の「観客賞・金賞」を受賞した。
2024年（令和6年）4月12日、長編第2作となる「クラメルカガリ」が「クラユカバ」と同時に日本で初めて劇場公開された。

## 人物
幼少期より古い空想科学映画、主に昭和ゴジラシリーズ（具体的な作品名としては「キングコング対ゴジラ」や「ゴジラ・エビラ・モスラ 南海の大決闘」、「ゴジラ対ヘドラ」を挙げている）など東宝特撮映画を見ていた。その流れの中で無責任シリーズ、若大将シリーズ、社長シリーズなどの「映画なんだけど大作感のない、ぬるい感じ」の作品が好きになったと語っている。
影響を受けた人物に古澤憲吾、福田純、坪島孝、そして岡本喜八といった昭和30～40年代に東宝で活躍した映画監督を挙げている。岡本喜八監督作品については学生の頃に「独立愚連隊」シリーズに関心を持ち「いつかこういう映画を作りたい」と思ったなど特に影響を受けている。
2007年放送「アームズラリー」以降ほぼすべての作品に出演している活動弁士の坂本頼光との出会いのきっかけは、「ウシガエル」を発表した時（2005年ごろ）に坂本からメールが送られてきたことが始まりだが、当時は現代に活動弁士がいるわけがないと無視してしまった。この出来事の1年後くらいに当時所属していたDLEで出会ったという。

## 作風
- 2011年以降の作品では作品世界の空気感を表現するために作品ごとに独特の色調のフィルターがかかっている。また、近年[いつ?]の「押絵ト旅スル男」や「クラユカバ」などの作品では赤と青の極端な色彩をつかった映像表現も多い。
- 甲鉄傳紀シリーズをはじめとした作品には、スチームパンク、レトロフューチャーなどの流れを汲んだ特徴的なメカニックや世界設定が数多く盛り込まれ、人気を博している。また、現実世界に登場する乗り物や機械、兵器も多く登場している。
- 「カラクリ戦記 鬼ヶ島」以降の塚原作品には活弁要素が取り入れられ、独特の活弁文句が登場している。
- 「端ノ向フ」以降のオリジナル作品には、「異界の存在」と評される怪人が多く登場している。それらは特徴的な仮面・覆面を纏って素顔を隠しているという共通点がある。
- 「端ノ向フ」以降の作品では境界線を意識した演出が多くみられる。これらは塚原の幼少期の隅田川を渡るときに恐怖感を感じたことなどが元になっているという[12][13]。「端ノ向フ」や「クラユカバ」パイロットフィルムなどには橋向こうや側溝、トンネルなどを意識した演出やカットが随所に存在する。

- 「NHKワールド JAPAN」内「Anime Supernova」の映像インタビューにおいて並行世界の東京を舞台にすることについて『自分の中の地図を埋めること』、『空想するという楽しさにプラスして博物学的な楽しさ』、『僕が小さい頃から育ってきた場所なので、土台としてある。そこに対しての追求がしやすい』と言及している[14]。
  - 同インタビューでは緻密な世界観の構築について『この世界のリアルを設定した上で、さらにキャラクターの感情が乗っかってくる』、『ポスターが貼られているとしたら、それぞれのポスターは別のデザイナーがデザインしたものが貼られている。一つの架空の世界を作るのならば、その幅は持ちたい』と語っている。
  - 塚原は同インタビューにて『自分が用意した大きい箱庭の中で色々遊んでほしい』『自分だけで作っていては到達できないものもできるのではないかという期待がある』という思いも話している[14]。

- 「クラユカバ 序章」の舞台挨拶にて「（塚原の作品には）民俗学の匂いがする」と問われ、前述の隅田川での体験について、このようなことを研究するものが民俗学であると知り、関心を持った時期があり「端ノ向フ」に至ったという[12]。

## 作品
凡例 （制作年月、塚原重義の担当、制作）

### 短編作品
- 「甲鉄傳紀」シリーズ （2002年～2005年、監督、弥栄堂）　
  - 石油が枯渇し、木炭が燃料の主流となったパラレルワールドの日本によく似た国「皇国」を舞台にした短編アニメーション作品群。塚原重義が学生時の自主制作作品。
  - 世界観を統一したいわゆるシリーズ物であり、「端ノ向フ」以降のオリジナル作品も世界観を共有している。
  - Flash Playerの開発・配布終了に伴い2020年8月から順次HDリマスター版が公開された。このうち「春陽とわたし」は素材を再コンポジット化し「クラユカバ」の実験として再構成されている[15]。
  - 3DCGアニメの「鉄路ゆかば」と最初期作品ゆえに設定に齟齬が発生した「戦雲の高層都市」、リメイクを構想中の「オーニソプター」[16]は現在非公開。

- 「ブリキ帝國」（2006年、原作・監督・作画、弥栄堂）
  - 架空の大陸、メタラシア大陸西部に忽然と興ったブリキ帝國を舞台にした作品。「カラクリ戦記 鬼ヶ島」と世界観を共有する。
  - ライブドアネットアニメにて公開された。
- 「カラクリ戦記 鬼ヶ島」（2006年、原作・脚本・監督、弥栄堂）
  - 架空の大陸、メタラシア大陸東部の島国コハーンでの内戦で活躍する式神使いの活躍を描く作品。「ブリキ帝国」と世界観を共有する。
  - GyaOにて無料放送された。
- 「アームズラリー」（2007年1月～3月、原作・監督・脚本、弥栄堂）
  - 勝者には油田を与えるという自動車レース「アームズラリー」をめぐる、参加選手らの攻防を描く作品。全11話。
  - 「甲鉄傳紀」シリーズと世界観を同じくする。
  - テレビ東京系列「ファイテンション☆デパート」内で放送された。
- 「うるさい相手」（2008年、監督、株式会社弥栄堂フヰルム）
  - 星新一の同名作品を原作とした作品。「甲鉄傳紀」シリーズと同一の世界観にアレンジされている。
  - NHKの「星新一ショートショート」にて2008年9月15日に放送された。
- 「よろず骨董 山樫」（2011年、原案・監督・作画、弥栄堂）
  - レンガ造りの高架下の古物商「よろず骨董 山樫」を舞台とした作品。
  - 1話あたり30秒、全6話。2011年10月6日からテレビ埼玉「アニたま」月間ショート劇場にて月一ごとに放映された。
- 「端ノ向フ」（2010年（特報）・2012年9月（本編）、原作・監督・脚本・美術・撮影等、弥栄堂）
  - 若手新聞記者・青柳音羽が大帝都の突端にある貧民窟・橋ノ坂町を巡る物語。「甲鉄傳紀」シリーズと同一の世界観。
  - Nippon Connection 2015にてフランクフルトで招待上映、第66回カンヌ国際映画祭にてSHORT FILM CORNER出品、第5回下北沢映画祭にて準グランプリ、第25回CGアニメコンテストにて映像賞、第11回インディーズアニメフェスタにて大賞。
- 「ペスカドヲル」（2013年、演出・絵コンテ・美術・撮影・共同監督にアカツキチョータ、弥栄堂・チョータ式）
  - 青い夜空の下、釣りをするロボットを描く。
  - G2R2014出展作品「Altale」のMVに映像が使用された。
  - IberAnime Lx2017で招待上映。
- 「女生徒」（2014年2月（予告編）・2014年7月（本編）、監督・脚本、美少女の美術史展実行委員会）
  - 太宰治の同名作品を原作とした作品。
  - 同年夏からの「美少女の美術史」展にて巡回上映された。
  - 札幌国際短編映画祭2015にて大林宣彦 審査員賞、SKIPシティ国際Dシネマ映画祭2015にて奨励賞、第5回ニューヨーク・ジャパン・シネフェストにて招待上映。
- 「ミ號一三七二計畫」（2015年、映像、弥栄堂）
  - 2014年デザインフェスタvol40をはじめ幾つかのイベントにて上映された映像。
  - 「構想の断片集」となっておりストーリーはないが、「弥栄堂」内では「クラユカバ」との関係が示唆されている。
- 「逢魔ヶパレヱド」（2017年、監督・原作・脚本・絵コンテ・美術・撮影、弥栄堂）
  - アカツキチョータによるデザインの、異形のものの妖怪行列を描いた作品。「甲鉄傳紀」シリーズと世界観を共有している。
- 「押絵ト旅スル男」（2018年2月（予告編）・2018年7月（本編）、監督・脚本、めがねと旅する美術展実行委員会）
  - 江戸川乱歩の押絵と旅する男を原作とした作品。
  - 同年夏からの「めがねと旅する美術展」にて巡回公開された。
- 「でくの座」（2018年9月～10月・2020年5月～6月、監督・脚本・アニメーション制作[17]）
  - 「クラユカバ」の宣伝アニメーションとして制作された短編作品。全28回。
  - 2020年には成田良悟とのコラボアニメ「出張でくの座」が制作された。

### 長編作品
- 「クラユカバ」（2018年9月（ティザーPV）・2020年4月（パイロット版）・2021年8月（本編序章）・2024年4月（本編全編）、原作・脚本・監督、トワフロ・パンケーキ・クラガリ映畫協會）
  - 初の長編作品。日本では2021年に「序章」として本編の冒頭15分が公開された後、2024年4月に劇場公開された。
  - モノグサ青年探偵荘太郎が、世間を揺るがす集団失踪の謎を追って謎の装甲列車ソコレ四六三號と共に地下を探索する物語。「甲鉄傳紀」シリーズと世界観を共有している。
  - 第27回ファンタジア国際映画祭長編アニメ―ション部門「観客賞・金賞」受賞[7][8][9]。
- 「クラメルカガリ」（2024年4月、原作・脚本・監督、クラガリ映畫協會）
  - 成田良悟原案の「クラユカバ」のスピンオフ作品。長編第2作で「クラユカバ」と同日に公開された。

### SEKAI NO OWARI
- 「炎と森のカーニバル」特報・イメージアニメーション・オープニングアニメーション（2013年、監督・絵コンテ・美術・撮影・編集・デザイン等、弥栄堂）
  - SEKAI NO OWARI セルフプロデュース野外イベント「炎と森のカーニバル」の特報映像（2月）、イメージアニメーション（6月）、オープニングアニメーション（10月）を制作。
- 「炎と森のカーニバル・スターランド編」 OP/ED/虹色の戦争（2014年7月、アニメーションディレクター、弥栄堂）
  - SEKAI NO OWARI全国アリーナツアー2014「炎と森のカーニバル・スターランド編」にて、オープニング・エンディング・「虹色の戦争」アニメーション、およびポスター用イラストを制作。
- 「TOKYO FANTASY SEKAI NO OWARI」（2014年8月、アニメーションディレクター、弥栄堂）
  - ラファエル・フリードマン監督によるSEKAI NO OWARI初の映画「TOKYO FANTASY」のアニメーションパート制作を担当。
- 「TOKYO FANTASY」OP/ED/Dragon Night（2014年10月、アニメーションディレクター、弥栄堂）
  - SEKAI NO OWARI野外ライブ「TOKYO FANTASY」オープニング・エンディング・新曲「Dragon Night」アニメーション等。
- 「Twilight City」オープニングアニメーション他（2015年、アニメーションディレクター、弥栄堂）
  - 日産スタジアムSEKAI NO OWARIワンマンライブ「Twilight City」オープニング、「ムーンライトステーション」前演出アニメーション等。

### その他
- 「THE FROGMAN SHOW」（2006年4月～6月、作画協力、テレビ朝日・蛙男商会・DLE）
  - 「秘密結社鷹の爪」の一部作画を担当。
- 「海底ミカンの皮マイル」（2008年、美術協力・メカアクションパート監督、株式会社弥栄堂フヰルム）
  - 予告編を制作。
- 「Jブンガク」オープニングアニメーション（2009年4月、プロップデザイン・作画・撮影・編集・演出、弥栄堂）
  - NHK教育で放送された「Jブンガク」のオープニングアニメーション。
- 「炬燵猫」（2009年10月～2010年3月、監修、株式会社弥栄堂フヰルム）
  - 炬燵の中で繰り広げられる猫たちの非日常的な生活を描いた作品。
- 「うさぎのモフィ」（2009年11月、監督、株式会社弥栄堂フヰルム）
  - うさぎのモフィを主人公とする作品。全13話で塚原の作風では珍しい"ささいな物語"を描く。
- hitomi「生まれてくれてありがとう」（2011年1月、監督・絵コンテ・美術・撮影、弥栄堂）
  - hitomiの「生まれてくれてありがとう」のミュージッククリップ。
- 「赤ひげ先生の未来見聞録」（2011年6月、絵コンテ・演出・撮影・美術、株式会社 メグ・株式会社 Office DCI・弥栄堂）
  - 黒澤明監督の「赤ひげ」をモデルに、町医者の赤ひげ先生が様々な未来医療を見聞するという作品。
  - 日本医学会総会「わかろう医学つくろう健康 EXPO2011」のJAHISブースにて上映された。
- 「化狸作戦」（2013年、タイトル制作、歴史映像研究会竹の会）
- 「浅草花やしきハロウヰン妖夜祭」ロゴ・メインビジュアル制作（2015年）
  - 浅草花やしきで開催されたハロウィンイベントのメインビジュアルを制作。
- 「スチームパンカーズJAPAN完全装備読本」（2015年）[18]
  - 表紙および本文内イラストを担当。
- 「孤島の誓い」（2016年、タイトルデザイン、歴史映像研究会竹の会）
- 「十五魔女の最後の旅」（2021年、メカデザイン・世界設定等、宵町めめ）
  - 宵町めめの漫画作品の登場メカデザイン等を担当。
- オーイシマサヨシ「僕らの箱庭」（2024年、監督、クラガリ映畫協會）
  - 「クラメルカガリ」主題歌のミュージックビデオ。

### 現在非公開の作品
甲鉄傳紀シリーズ以前の初期作品の多くは「弥栄堂」では非公開となっている。一部はアーカイブで閲覧可能。
- 「七生報国 突撃喇叭鳴り渡る」
- 「辻村探検隊シリーズ」
- 「南冥の海鷲」
- 「びっくり箱」
- 「決起」
- 「-スチームウォーカー・蒸気歩行車-」
  - 2020年から順次公開されている甲鉄傳紀HDリマスター版のタイトルバックに使用されている。なお、リマスター版ではモールス信号がついており、これを和文モールスで解読すると「弥栄堂」となる[要出典][19]。
- 「コンリモ」

## 出版物

### DVD/BD
- 「ファイテンション☆デパート」DVD[20]
  - 「アームズラリー」を収録。
- 「よろず骨董 山樫」DVD[21]
- 「端ノ向フ」BD/DVD付鑑賞読本[22]
- 「女生徒」DVD[23]
- 「逢魔ヶパレヱド」DVD
- 「押絵ト旅スル男」DVD[24]
- 「クラユカバ【パイロットフィルム】」DVD
  - 第一回クラウドファンディングのリターン品で非売品。
- 「装脚戦車の憂鬱」BD
  - 「クラユカバ」第一回クラウドファンディングのリターン品で非売品。[25]

### CD
- 「端ノ向フ 劇伴集」[26]
  - 「端ノ向フ」のBGMのほか「ミ號一三七二計畫」のBGMを収録。附録ブックレットには掌編小説「コトリの駕篭屋」も収録。

### 書籍
- 「有名クリエイターがこっそり教えるFlash作成の裏技」[27]

- 「よろず骨董山樫画報」[28]
  - 「よろず骨董 山樫」の解説冊子。

- 「昏拓記‐クラビラキ‐」
  - 第一回・第二回クラウドファンディングのリターン品として配布された「クラユカバ」の設定資料冊子。非売品。